# Aquesta terra és meva (pel·lícula de 1959)
 Aquesta terra és meva  (This Earth Is Mine) és una pel·lícula estatunidenca dirigida per Henry King el 1959 i doblada al català

## Argument
Al començament dels anys 1930, l'anglesa Elisabeth Rambeau desembarca a Califòrnia on s'instal·la amb el seu oncle i la seva tia, propietaris d'un gran domini vitícola. Pensen casar-la amb un confrare per tal de consolidar els seus negocis, però John, un cosí, s'oposa a aquest projecte.

## Repartiment
- Rock Hudson: John Rambeau
- Jean Simmons: Elisabeth Rambeau
- Dorothy McGuire: Martha Fairon
- Claude Rains: Philippe Rambeau
- Kent Smith: Francis Fairon
- Anna Lee: Charlotte Rambeau
- Ken Scott: Luigi Griffanti
- Augusta Merighi: Sra. Griffanti
- Francis Bethencourt: André Swann
- Stacy Graham: Monica
- Peter Chong: Chu
- Dan White: El jutge Guber
- Géraldine Wall: Maria
- Alberto Morin: Petucci
- Penny Santon: Sra. Petucci
- Jack Mather: Dietrich
- Ben Astar: Yakowitz

## Critiques
El tema és interessant, però el guió massa "ric" per ser perfectament espremut en imatges, encara que siguin perfectes, com és el cas. El color i els llocs molt ben escollits, la pantalla gran, l'encant o el joc dels uns i dels altres, s'afegeixen per fer-ne un agradable espectacle.